# 1710 en musique classique
| \| • Retour à la chronologie générale de la musique classique • \| |
| Grèce • Rome • Haut Moyen Âge • VIIIe siècle • IXe siècle • Xe siècle • XIe siècle XIIe siècle • XIIIe siècle • XIVe siècle • XVe siècle • XVIe siècle • XVIIe siècle XVIIIe siècle • XIXe siècle • XXe siècle • XXIe siècle |
| • Retour à la chronologie générale de la musique classique • |

| Années en musique classique : 1707 - 1708 - 1709 - 1710 - 1711 - 1712 - 1713    |
| Décennies en musique classique : 1680 - 1690 - 1700 - 1710 - 1720 - 1730 - 1740 |

## Événements
- 28 avril : Première de Diomède, tragédie lyrique de Toussaint Bertin de la Doué, à l'Académie royale de musique.
- Décembre : installation de Georg Friedrich Haendel en Angleterre.
- Les Fêtes vénitiennes, opéra-ballet d'André Campra.

## Œuvres
- Les Fantaisies Bisarres de la Goutte, de Johannes Schenck.
- Livre d'orgue, de Louis-Nicolas Clérambault.

## Naissances

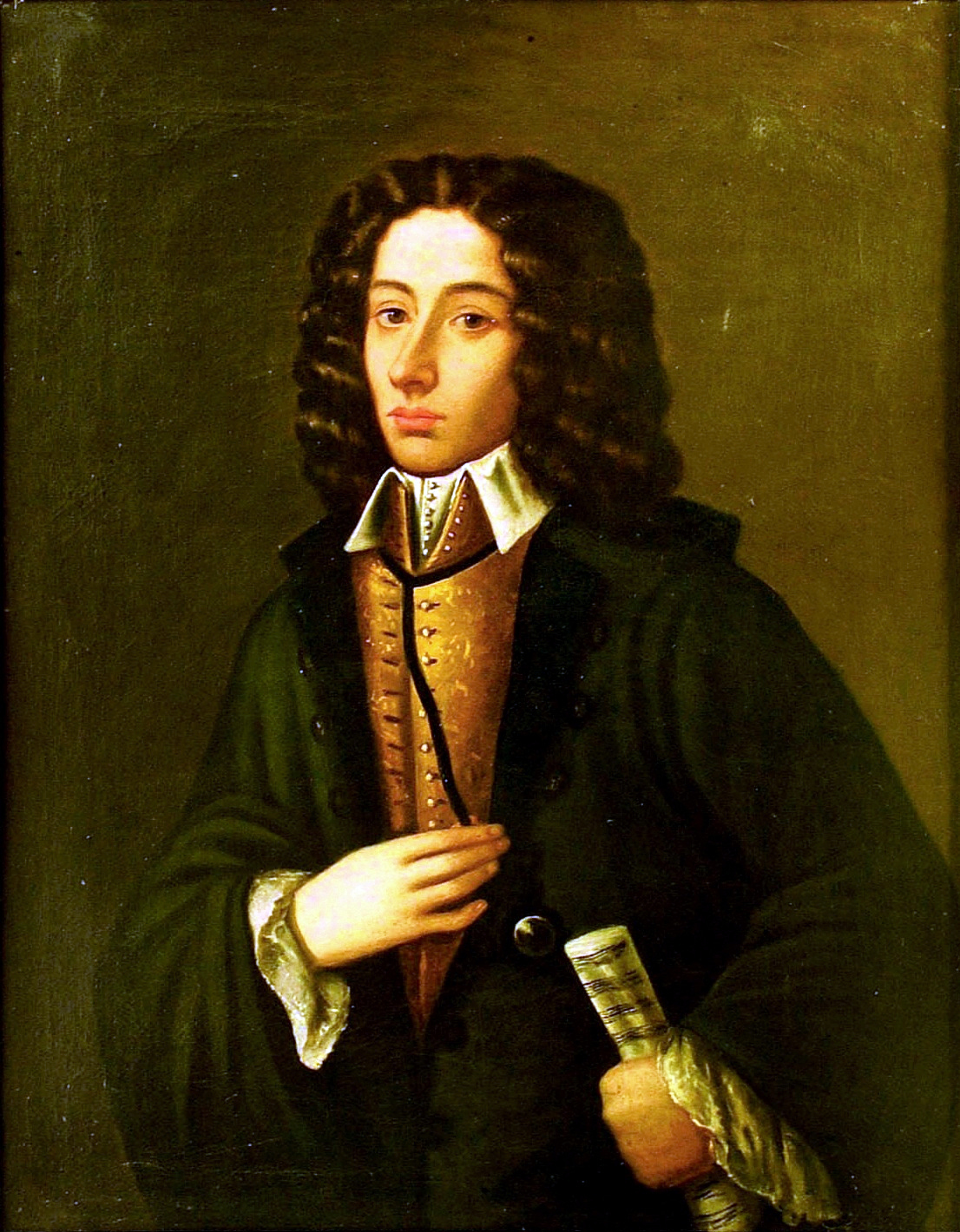
Giovanni Battista Pergolesi

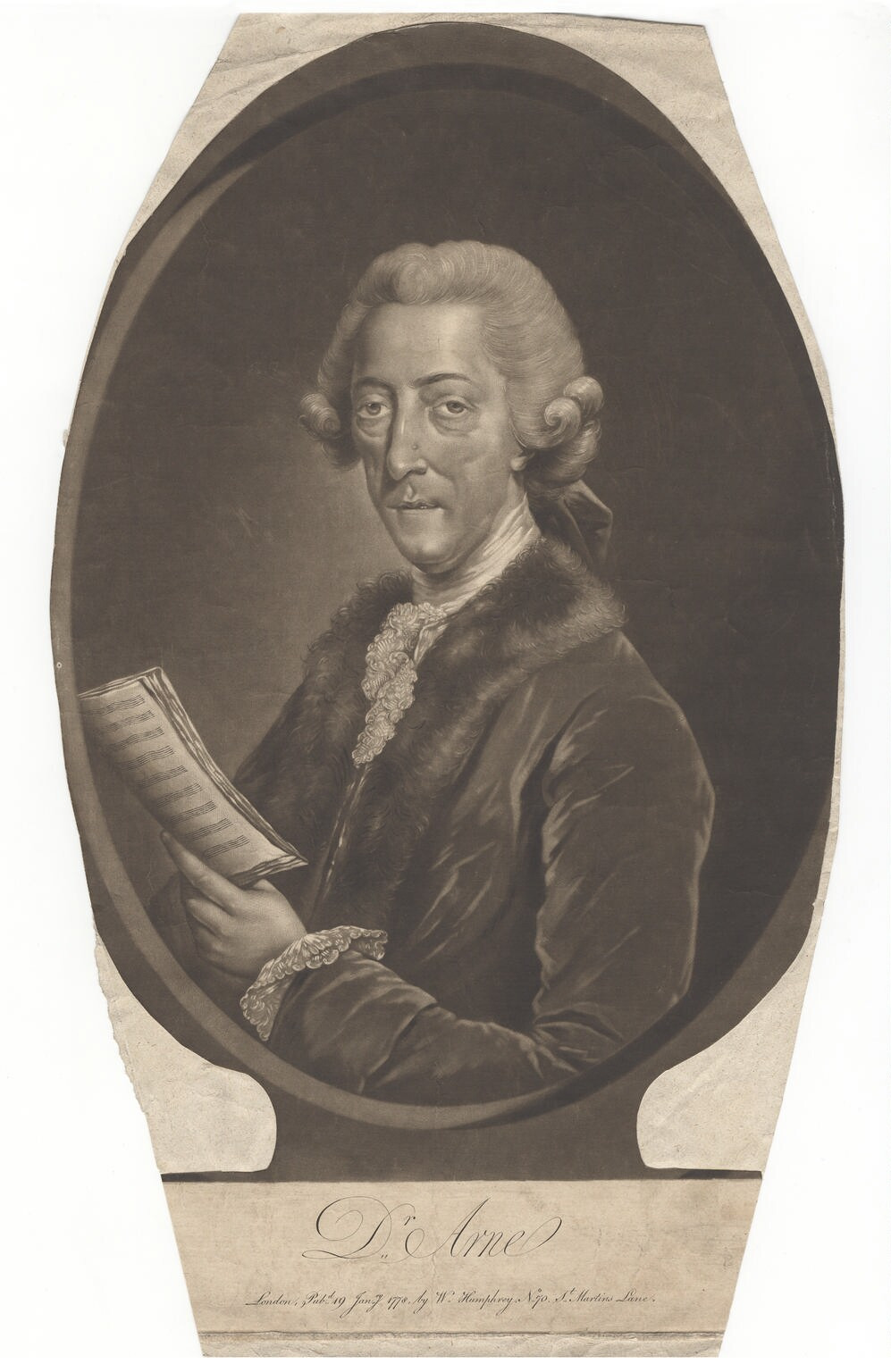
Thomas Augustine Arne

- 4 janvier : Giovanni Battista Pergolesi, compositeur italien († 17 mars 1736).
- 24 janvier : Charles-Joseph Riepp, facteur d'orgue français d'origine allemande († 5 mai 1775).
- 4 mars : Jacob Kirkman, facteur de clavecins londonien d'origine alsacienne († 9 juin 1792).
- 6 mars : Giuseppe Antonio Paganelli, chanteur et compositeur d'origine italienne († 1764).
- 8 mars : Gaetano Caffarelli, castrat italien († 4 juillet 1783).
- 12 mars : Thomas Augustine Arne, compositeur anglais († 5 mars 1778).
- 27 mars : Joseph Abaco, violoncelliste et compositeur d'origine italienne († 31 août 1805).
- 7 novembre : Michelangelo Vella, compositeur, organiste et pédagogue maltais († 25 décembre 1792).
- 13 novembre : Charles-Simon Favart, auteur de pièces de théâtre et d'opéras-comiques français († 12 mai 1792).
- 22 novembre : Wilhelm Friedemann Bach, compositeur allemand († 1er juillet 1784).

Date indéterminée :
- Charles Dollé, gambiste et compositeur français († 1755).
- André-Joseph Exaudet, violoniste et compositeur français († 1762).
- Salvatore Lanzetti, violoncelliste et compositeur italien († 1780).
- Julie Pinel, compositrice et professeur de clavecin française († 1737).

Vers 1710 :
- Domenico Alberti, compositeur italien († 1740).
- Nicola Conti, compositeur italien († 1754).
- Bartolomeo Vitturi, librettiste italien d'opéras († après 1753).

## Décès

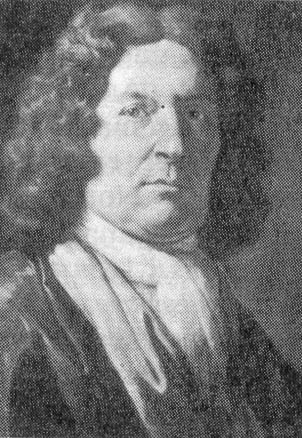
Bernardo Pasquini

- 17 mai : Georg Dietrich Leyding, compositeur et organiste allemand (° 23 février 1664).
- 14 juin :
  - Johann Friedrich Alberti, compositeur et organiste allemand (° 11 janvier 1642).
  - Raoul Feuillet, danseur et chorégraphe français (° ca 1660).
- 2 juillet : Giovanni Domenico Freschi, compositeur italien (° 26 mars 1634).
- 21 novembre : Bernardo Pasquini, compositeur, claveciniste et organiste italien (° 7 décembre 1637).

Date indéterminée :
- Rosa Giacinta Badalla, compositrice italienne (° vers 1660).
- François du Fault, luthiste français et compositeur (° 1600).
- Nicholaas Ferdinand Le Grand, compositeur néerlandais (° 1660).
- Charles Mouton, luthiste français, également compositeur pour son instrument (° 1626).
- Jean Mignon, compositeur français (° 1640).
- Gaspar Sanz, compositeur et guitariste espagnol (° 4 avril 1640).